# Hassan (Karnataka)
Pour les articles homonymes, voir Hassan.
Hassan (kannada : ಹಾಸನ) est une ville de l'État du Karnataka en Inde, et le chef-lieu administratif du district homonyme.

## Géographie
La ville est située à 934 m au-dessus du niveau de la mer et jouit d'un climat agréable assez semblable à celui de Bangalore.

## Économie
La ville abrite les installations du centre de contrôle principal de l'ISRO (Indian Space Research Organisation, l'Organisation Indienne pour la Recherche Spatiale), ainsi que le Malnad College, un des meilleurs collèges de la région.

## Histoire
Elle fut fondée au XIe siècle par Channa Krishnappa Naik, un chef régional Palegar. Son nom de Hassan lui vient de la déesse Haasanamba, patronne de la ville. La remarquable architecture des temples de Hassan lui ont valu le titre de capitale de architecture religieuse du Karnataka.

## Personnalités liées à la ville
- Sri Krishna Pattabhi Jois est né à Hassan.